# Hendrik Seghers
Hendrik Seghers (Buggenhout, 7 juni 1930) is een Vlaamse ondernemer.

## Levensloop
Zijn vader verhandelde veevoeder en Hendrik was de jongste van vier broers: Raf nam de zaak over, Karel werd chirurg, Paul werd priester. Hendrik Seghers studeerde Grieks en Latijn aan het Sint-Jozefscollege (Aalst). Daarna studeerde hij Scheikunde en Landbouwwetenschappen aan de Katholieke Universiteit Leuven. In 1952-53 was hij preses van het Katholiek Vlaams Hoogstudentenverbond. Hij studeerde ook nog voor "Diplomkaufmann" (handelsingenieur) in München.
Hij begon in de veevoederzaak Kwaliteit Seghers in Baasrode, sinds 1996 Lambers-Seghers, maar startte nieuwe initiatieven Seghers Systeembouw en Seghers Beton in Aalter (sinds 1986 Loveld). Hij bouwde scholen, bedrijfsgebouwen en het militair hospitaal van Neder-Over-Heembeek.  in het Franco-tijdperk was Seghers erg actief in Zuid-Spanje. Hij bouwde o.a.in Estepona een 'urbanisatie' die de naam Club Seghers kreeg. Vlaamse politici waren er graag geziene gasten. Het is daar dat de zoon van de toenmalig eerste minister Wilfried Martens (CVP) verongelukte bij een verkeersongeval waarna een been moest worden geamputeerd en hij later met mentale problemen werd opgezadeld. Club Seghers was een project waar veel Belgen die er geïnvesteerd hadden hun broek aan scheurden ondanks de mooie beloften.
Seghers vond gehoor bij politici als Luc Van den Brande, maar ook bij Jean-Luc Dehaene die bestuurder was bij SeghersBetterTechnology en wiens zoon Koen bij de groep werkte, evenals Paul De Keersmaeker die eveneens een bestuursfunctie had in de groep. Ze waren allen CVP-mandatarissen.
Hij richtte Seghers Hybrid op, die aan varkensgenetica deed, nadien Seghers Genetics in de Verenigde Staten, sinds 2006 Newsham Genetics. Zijn oudste zoon runde dit samen met de veevoederbedrijven Vitamex en Gaurit. Zijn oudste dochters runden zijn reclamebureau Dynamic. Hij stichtte en beheerde Seghers Engineering, nadien Seghers Better Technology die over heel de wereld aan milieutechniek deed: afvalverbrandingsinstallaties en waterzuivering vanuit Brussel, Willebroek en Wespelaar. Hij had een softwarebedrijf Bizibit, gerund door zijn vrouw. Hij kocht verschillende firma's op: Dinamec, Imop, Techform, Eurodiesel, Betech. Seghers bouwde een web van bedrijven uit met onderlinge geldstromen waar elke transparantie zoek was.
Hij organiseerde van 2003 tot 2011 bedrijfsevenementen, beheerde van 2006 tot 2010 een dagkliniek voor behandeling van onder meer chronischevermoeidheidssyndroom en verstrekte technologische consultancy. 

## Kasteel
Seghers kocht in 1963 Kasteel Groenhoven in Malderen en liet het grondig aanpassen door onder andere Jacques Wirtz en later Claire Bataille en Philippe Samyn. Het hele kasteel kreeg een moderne look en werd met de beste materialen vernieuwd: van dubbele beglazing en massief eiken vloeren, nieuw sanitair en verwarming en een lift evenals en imposant dakterras van 200 vierkante meter. 
Hendrik Seghers investeerde tien miljoen euro in zijn kasteel. Hij kocht nog bijkomende gronden van landbouwers zodat het domein 34 ha groot werd. Sinds 2003 heeft het kasteel ook gediend als locatie voor bedrijfsfeesten, evenementen en bruiloften. In de tuin werden enkele scènes uit de film Loft opgenomen. De kapel diende ook als decor voor enkele scènes uit de televisieserie Ons Geluk (naar het verhaal van Gerard Walschap, die uit Londerzeel afkomstig was).

## Faillissementen
In 1985 ging zijn eerste bedrijvengroep rond Seghers Beton, Seghers International, Seghers Construct en aanverwante bedrijven failliet. 
Op 13 september 2002 werden vier vennootschappen van Seghers failliet verklaard. In de zoektocht naar het waarom van die faillissementen, bleek dat er niet zo nauw werd genomen met de boekhouding. Geld van de ene firma werd naar de andere doorgesluisd in de vorm van een kapitaalsverhoging, maar kort nadien verdween datzelfde kapitaal alweer naar een derde firma, waardoor het kapitaal enkel in jaarrekeningen terug te vinden was. Jaarrekeningen die dus gebaseerd waren op valse cijfers. Op basis van deze jaarrekeningen konden de bestuurders banken ervan overtuigen om meer geld in de zaak te pompen..
Seghers zelf ging in 2002 failliet nadat de banken hun kredieten opzegden. Het kasteel Groenhoven werd in maart 2012 openbaar verkocht op vraag van de schuldeisers van Seghers. Dat het domein pas dan werd verkocht, had veel te maken met de houding van Bank Degroof. Die was de grootste schuldeiser van de NV Groenhove, eigenaar van het kasteel, maar liet Hendrik Seghers er al die jaren gewoon wonen. 
Uiteindelijk liet het architectenbureau DAE van Johan Van Rompaey wegens een uitstaande schuld van amper 10.000 euro uitvoerend beslag leggen, schoorvoetend gevolgd door de bank. Op de eerste koopdag werd amper 1 miljoen euro geboden. Nadien volgde nog een bod van een in Shanghai wonende Chinese Belg . Maar dat wekte argwaan omdat Seghers zakelijke contacten had in die Chinese havenstad. Op de tweede koopdag kwam het hoogste bod van 3,6 miljoen euro. Uiteindelijk bleek ook hij geen betrouwbare partij te zijn.  Opmerkelijk is dat de Bank Degroof lang mee op het eigendom bood en na een bod van 3 miljoen het uiteindelijk voor 3,05 miljoen liet gaan. 
De koper was een autohandelaar uit Roosdaal die zelf moest zorgen dat de bewoner Hendrik Seghers uit het kasteel werd gezet. Het kostte de nieuwe eigenaar de grootste moeite om Hendrik Seghers daadwerkelijk uit zijn kasteel te zetten. Het duurde tot augustus 2013 vooraleer Hendrik Seghers gerechtelijk kon worden uitgedreven.
Hendrik Seghers werd vanwege zijn faillissementen met andere bestuurders voor de rechtbank gedaagd, maar vrijgesproken.

## Privé
Hij heeft in totaal acht kinderen uit drie huwelijken.
Hij schreef een essay over de Vlaamse verankering en schreef zijn levensverhaal neer. Hij deed actief aan skiën, zeilen en karate. Hij nam Wilfried Martens mee op een transatlantische oversteek en samen  met Koen Dehaene, een zoon van Jean-Luc Dehaene, zeilde hij rond de wereld.
Seghers speelde een actieve rol in de beweging Leuven Vlaams. Hij ijverde ook voor de nagedachtenis van de schrijver Gerard Walschap en stelde na diens overlijden de Seghers Literatuurprijs in te zijner eer.